# أولياس بيكتينوف
أولجاس أبايولي بيكتينوف (بالكازاخستانية: Олжас Абайұлы Бектенов؛ من مواليد 13 ديسمبر 1980، ألماني) هو سياسي كازاخستاني يشغل منصب رئيس وزراء كازاخستان منذ عام 2024.
قبل توليه منصب رئيس الوزراء، شغل بكتينوف مناصب مختلفة، بما في ذلك نائب رئيس وكالة شؤون الخدمة المدنية ومكافحة الفساد من عام 2018، ثم رئيسًا لوكالة مكافحة الفساد من عام 2022 إلى عام 2023. وتم تعيينه رئيسًا لمكتب رئيس كازاخستان.

## الحياة المبكرة والتعليم
وُلِد في مدينة ألما آتا في جمهورية كازاخستان السوفيتية الاشتراكية، والتي تُسمى الآن ألماتي، وتخرج بيكتينوف بمرتبة الشرف من أكاديمية القانون الحكومية الكازاخستانية، والتي تُعرف الآن بجامعة كازغو، في عام 2001، بدرجة في الفقه. واصل مسيرته الأكاديمية بالحصول على درجة مرشح في العلوم القانونية، وركز أطروحته على "المشاكل التنظيمية والقانونية للوقاية من الإهمال الإداري للقاصرين في جمهورية كازاخستان".

## المسيرة المهنية
شغل بيكتينوف خلال مسيرته المهنية مناصب قيادية مختلفة. بدأ عمله كرئيس متخصصين في وزارة العدل في ألماتي من عام 2002 إلى عام ،005 قبل أن يصبح خبيرًا، ثم كبير الخبراء في الإدارة القانونية بمكتب رئيس وزراء كازاخستان من عام 2005 لى عام 2006.
في السنوات اللاحقة، لعب بيكتينوف أدوارًا رئيسية في الحكومة الكازاخستانية. خدم في الإدارة الرئاسية في عهد نور سلطان نزارباييف من عام 2006 إلى عام 2009، وكان نائب رئيس لجنة خدمات التسجيل والمساعدة القانونية بوزارة العدل من عام 2009 إلى عام 2012.
في السنوات التالية، كُلِّف بيكتينوف بمكافحة الفساد في كازاخستان. شغل منصب رئيس قسم في المكتب المركزي لوكالة مكافحة الجرائم الاقتصادية والفساد في كازاخستان (الشرطة المالية) من عام 2012 إلى عام 2014، ثم رئيسًا لديوان رئيس بلدية أستانا من يوليو 2015، ثم رئيسًا لأمانة ديوان رئيس الإدارة الرئاسية.

### هيئة مكافحة الفساد

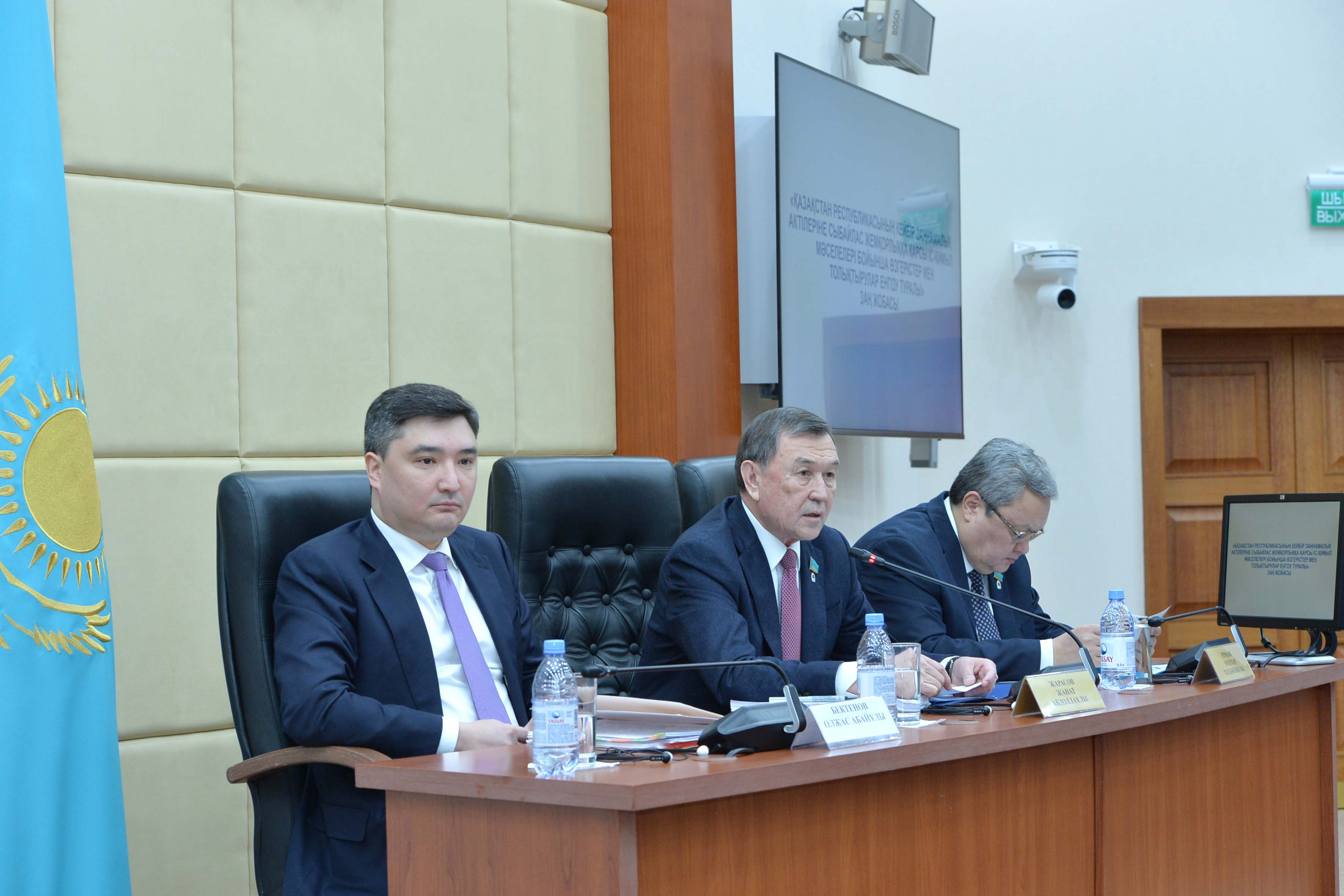
بيكتينوف كمسؤول في وكالة مكافحة الفساد خلال اجتماع برلماني، فبراير 2020

تقديرًا لخدمته وقيادته، تم تعيين بيكتينوف نائبًا لرئيس وكالة جمهورية كازاخستان لشؤون الخدمة المدنية ومكافحة الفساد في 1 يونيو 2018. خدم في هذا المنصب لمدة عام، قبل أن يتم فصله في 20 يونيو 2019. بعد ذلك بوقت قصير، تم نقل بيكتينوف إلى منصب النائب الأول للرئيس، في 26 يونيو 2019.
بصفته النائب الأول لرئيس المجلس، أكد بيكتينوف على أهمية الدور الذي يمكن أن يلعبه رئيس وكالة مكافحة الفساد في معالجة حقوق رواد الأعمال. وشدد على أهمية مراعاة القضايا الاجتماعية في المنطقة، وتطبيق تدابير فعّالة لمعالجتها، مشددًا على أن النتائج ستكون مفيدة للمواطنين ورواد الأعمال في المنطقة على حد سواء.
في 25 فبراير 2022، تولى بيكتينوف رئاسة وكالة مكافحة الفساد في جمهورية كازاخستان. وجاء تعيينه في أعقاب اضطرابات يناير 2022، والتي قامت خلالها وكالة مكافحة الفساد بتوجيه من بيكتينوف، بالتحقيق في المعاملات المالية لأقارب الرئيس السابق نور سلطان نزارباييف حيث ركز بيكتينوف على إعادة الأموال إلى البلاد التي استولى عليها المسؤولون الفاسدون. ووفقًا لبيكتينوف، فقد تمكن من إعادة حوالي 500 مليار تينغ كازاخستاني. أدى هذا إلى اعتقال ابن شقيق نزارباييف، كايرات ساتيبالدي، بتهمة الاحتيال على شركة كازاخ تيليكوم وشركة خدمات السكك الحديدية، وصهره، كايرات بورانباييف بتهمة الفساد في القطاع شبه العام. وحُكم على كليهما بالسجن لمدة ست سنوات.

## رئاسة قاسم توكاييف
في 3 أبريل/نيسان 2023، وبموجب مرسوم صادر عن رئيس الدولة، عُيّن رئيسًا لديوان إدارة رئيس جمهورية كازاخستان قاسم جومارت توكاييف. وقد ساهم في إعادة تنظيم هيكل الإدارة، وألغى على وجه الخصوص مناصب نواب رئيس الإدارة وركز على الحد من البيروقراطية وتعزيز الكفاءة من خلال إعادة هيكلة الإدارة، والتي تضمنت دمج الإدارات الموازي.

## رئيسًا للوزراء

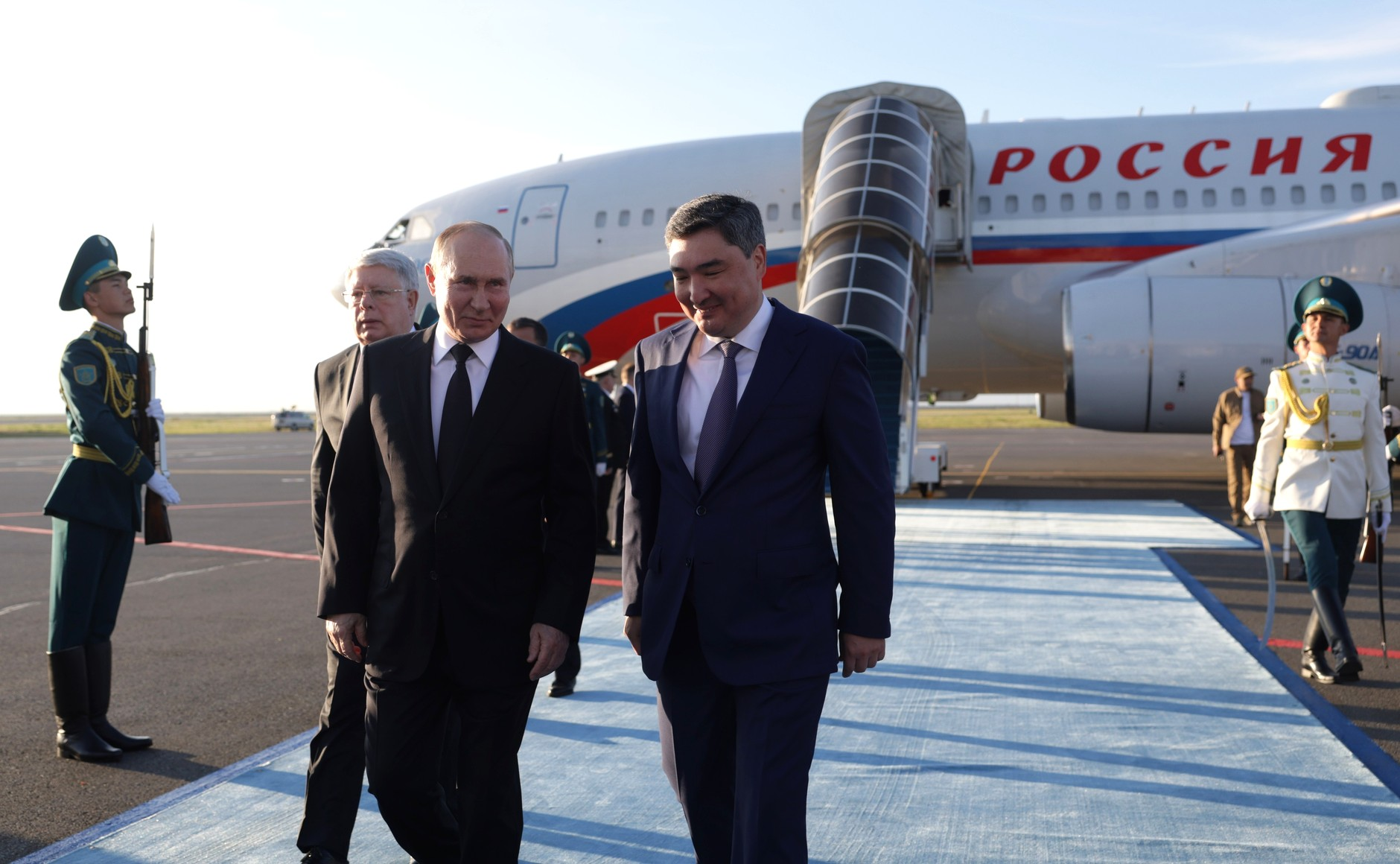
أولجاس بيكتينوف وفلاديمير بوتين في أستانا، 3 يوليو 2024

بعد استقالة الحكومة، دعم حزب أمانات الحاكم بيكتينوف لمنصب رئيس وزراء كازاخستان في 6 فبراير 2024. رشح الرئيس قاسم جومارت توكاييف ترشيح بيكتينوف نيابة عن الحزب الذي أيد المجلس ترشيحه لاحقًا في نفس اليوم، وبالتالي تم تعيينه رسميًا لقيادة الحكومة المشكلة حديثًا، بعد الموافقة البرلمانية، تعهد بيكتينوف، في خطاب أمام النواب، بإعطاء الأولوية للشركات الوطنية على المصالح الأجنبية، وخاصة في مجال الزراعة، مع تحسين البنية التحتية وخفض التكاليف غير الضرورية.
بعد توليه منصبه بفترة وجيزة، أعلن بكتينوف، في اجتماع مجلس الوزراء التالي، أن رئاسته ستكون "حكومة عمل حاسم" لتعزيز معدلات النمو، وتنويع الاقتصاد، وجذب الاستثمارات، ومواجهة التحديات. وحثّ الوزراء على العمل باستقلالية والتعامل بسرعة مع قضايا الصناعة على مستوى كل منهم، مؤكدًا أن "وتيرة عمل الحكومة ستكون عالية، والطلب سيكون كبيرًا".
كان من أوائل التحديات الرئيسية التي واجهتها حكومة بيكتينوف فيضانات آسيا الوسطى عام 2024 التي اجتاحت عشر مناطق كازاخستانية مختلفة. وقد أدى ذلك إلى تعيين كانات بوزومباييف نائبًا لرئيس الوزراء، ومن ثمّ عودته إلى الساحة السياسية.